# Per Olof Christopher Aurivillius

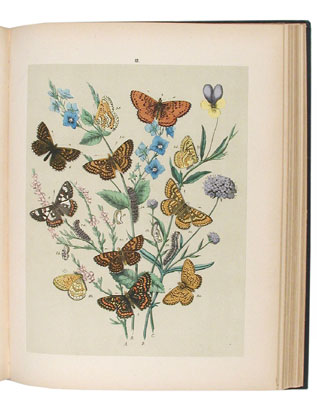
Ilustração do Nordischer Tagfalter de Per Olof Christopher Aurivillius (1880)

Per Olof Christopher Aurivillius (Forsa, 15 de janeiro de 1853 — Mörby, 20 de julho de  1928) foi um entomologista sueco.

## Biografia
Dirigiu o Museu de História Natural de Estocolmo, sendo um especialista em  coleopteras e lepidopteras.  Por muito tempo foi secretário da Academia Real das Ciências da Suécia.
Seu irmão foi o zoólogo Carl Wilhelm Samuel Aurivillius (1854-1899) e  seu filho o zoólogo  Sven Magnus Aurivillius (1892-1928).

## Obras
- Autor da parte  39: Cerambycinae ( 1912) e partes  73 e 74 . Cerambycidae: Lamiinae ( 1922, 1923) em : S. Schenkling (ed.), Coleopterorum Catalogus. W. Junk, Berlim, 1000 + páginas.
- Rhopalocera Aethiopica ( 1898) e outros artigos sobre as lepidopteras da África.
- Ueber sekundäre geschlechtscharaktere nordischer tagfalter. Estocolmo ( 1880) , um trabalho sobre traças.